# Vezaj
Vezaj ( - ) je najkrajše vezalno črtično ločilo (v primerjavi s pomišljajem ( – ) krajša črtica), ki se uporablja za vezanje besed. Navadno je stičen (stični vezaj), včasih pa tudi nestičen (nestični vezaj).

## Skladenjska/oblikoslovna raba

### Stični vezaj
Stični vezaj (brez presledka z leve in z desne) pišemo:

1. med deli zložene besede, ki bi bili v prosti zvezi povezani z besedico in ipd.: Avstro-Ogrska, črno-beli film, slovensko-švedski slovar, rumeno-rdeča zastava, v Breznik-Ramovšu;

  - Medmeti iz istih ali podobnih sestavin se lahko pišejo z vezajem, če se sicer pišejo tudi skupaj ali narazen (ha-ha-ha ali hahaha ali ha ha ha).
2. med sestavinami zloženk, nastalih iz podrednih zvez, če je prvi del števka oziroma več števk (20-letnica, 30-odstoten) ali črka oziroma več črk (A-vitamin, C-dur, TV-sprejemnik);
3. zastarelo med sestavinami nekaterih zloženk z imenovalniško prvo sestavino (Slovenija-vino) – danes take zloženke pišemo skupaj (Slovenijavino);
4. na koncu pisno osamosvojenega dela zloženke ali sestavljanke tipa pet- in šestkratni znesek, strepto- in stafilokoki (značilno zlasti za strokovno pisanje);
5. med števčno/številčno osnovo in končajem: a-jevska sklanjatev, 30-a leta;
6. med kratico, pisano z veliki črkami, in končnico (ali podaljškom osnove), ki jo pišemo z malimi: TAM-a, pri NOB-ju;
7. za naveznim členkom le pred kazalniškim pridevniškim, posamostaljenim ali prislovnim zaimkom: le-ta, le-tak;
8. v tujih citatnih imenih: rendez-vous;
9. v filozofskem jeziku med samostojnimi besedami, povezanimi v sklop: biti-tu-in-zdaj.

### Nestični vezaj
1. med deloma dvojnega imena, kjer se (vedno) obe enoti pregibata: Šmarje - Sap, Hrastje - Mota;
2. med osebnim imenom in vzdevkom (Josip Murn - Aleksandrov, Karel Destovnik - Kajuh, Boštjan Gorenc - Pižama) oziroma med prvotnim in prevzetim priimkom (Zofka Kveder - Jelovšek).

- V novejšem času se pri priimkih vezaj opušča.
- Vezaja ne pišemo v primerih, ko je en del prilastek (Ljubljana Šiška, ptica pevka).
- Pred vzdevki, ki nadomeščajo priimke, ne pišemo vezaja (Karel Veliki, Ivan Brez zemlje).

## Neskladenjska/neoblikoslovna raba
Neskladenjsko/neoblikoslovno vezaj rabimo:

1. za ločevanje zlogov: li-pa, po-ti-ca;
2. za zaznamovanje nesamostojnih pomenskih delov besede: predpon (pra-), končnic (-a, -e), priponskih obrazil (-ost, -oča), medpon (-o-), vpon (-k- pri tikati) ...;
3. za zaznamovanje končajev: rima na -ast;
4. za zaznamovanje enote 00 pri zapisovanju denarnih zneskov (12 350,-- EUR).